# Macchi M.7
Macchi M.7 byl italský stíhací jednomotorový dvouplošný celodřevěný hydroplán.

## Vznik
Létající člun Macchi M.7 vznikl na základě požadavku zlepšení výkonů úspěšných stíhacích létajících člunů Macchi M.5. Konstruktér A. Tonini v létě 1918 navázal na tuto typovou řadu a přes pokusný prototyp Macchi M.6 vyvinul nový typ M.7 s výkonnějším motorem.

## Vývoj

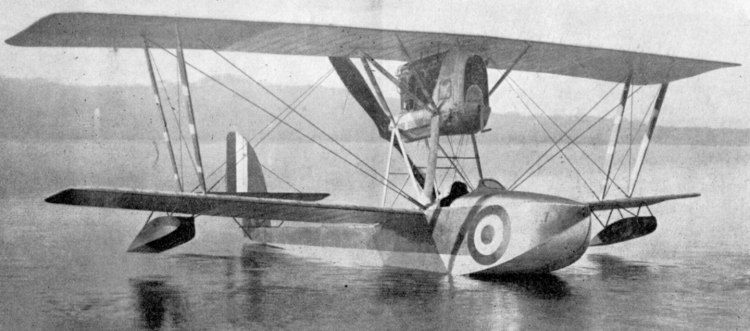
Macchi M.7

První vyrobený M.7 vzlétl na podzim roku 1918. Letoun byl poháněn vodou chlazeným řadovým šestiválcem Isotta-Fraschini V-6B o výkonu 191 kW, roztáčející dvoulistou vrtuli. Výzbroj měly tvořit dva kupředu střílející kulomety po stranách uvnitř přídě trupu, ale u postavených strojů se pouze testovaly. Pilot seděl v otevřeném kokpitu před náběžnou hranou spodního křídla, které bylo vybaveno dvojicí pomocných plováčků.
Italské ministerstvo námořnictví objednalo po ukončení oficiálních zkoušek 320 sériových M.7. Do podepsání příměří však továrna Macchi dokázala postavit jen 17 kusů, z nichž 3 převzala vojenská správa.
Po první světové válce poračovala produkce verzemi M.7, M.7bis, M.7ter s mohutnější přední částí trupu a větší směrovkou, M.7terA, M.7terAR až po M.7terB, která měla pohonnou jednotku Lorraine o výkonu 353 kW.

## Sportovní a exportní úspěchy

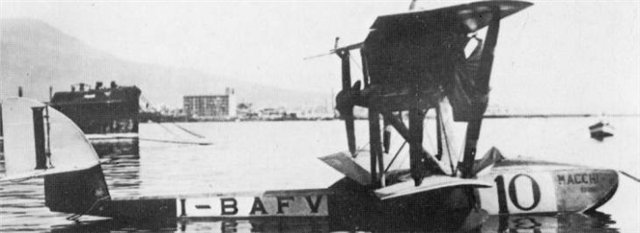
Závodní Macchi M.7bis (imatrikulace I-BAFV)

V roce 1921 se M.7bis s poručíkem Giovannim de Brigantim zúčastnil závodu hydroplánů o Schneiderův pohár. Briganti zvítězil průměrnou rychlostí 189,67 km/h a jako jediný závod dokončil.
Po válce se M.7 různých verzí exportovaly do Švédska, Argentiny, Brazílie a Paraguaye.

## Hlavní technické údaje
Údaje dle
- Rozpětí: 9,96 m
- Délka: 8,10 m
- Výška: 2,95 m
- Nosná plocha: 26,38 m²

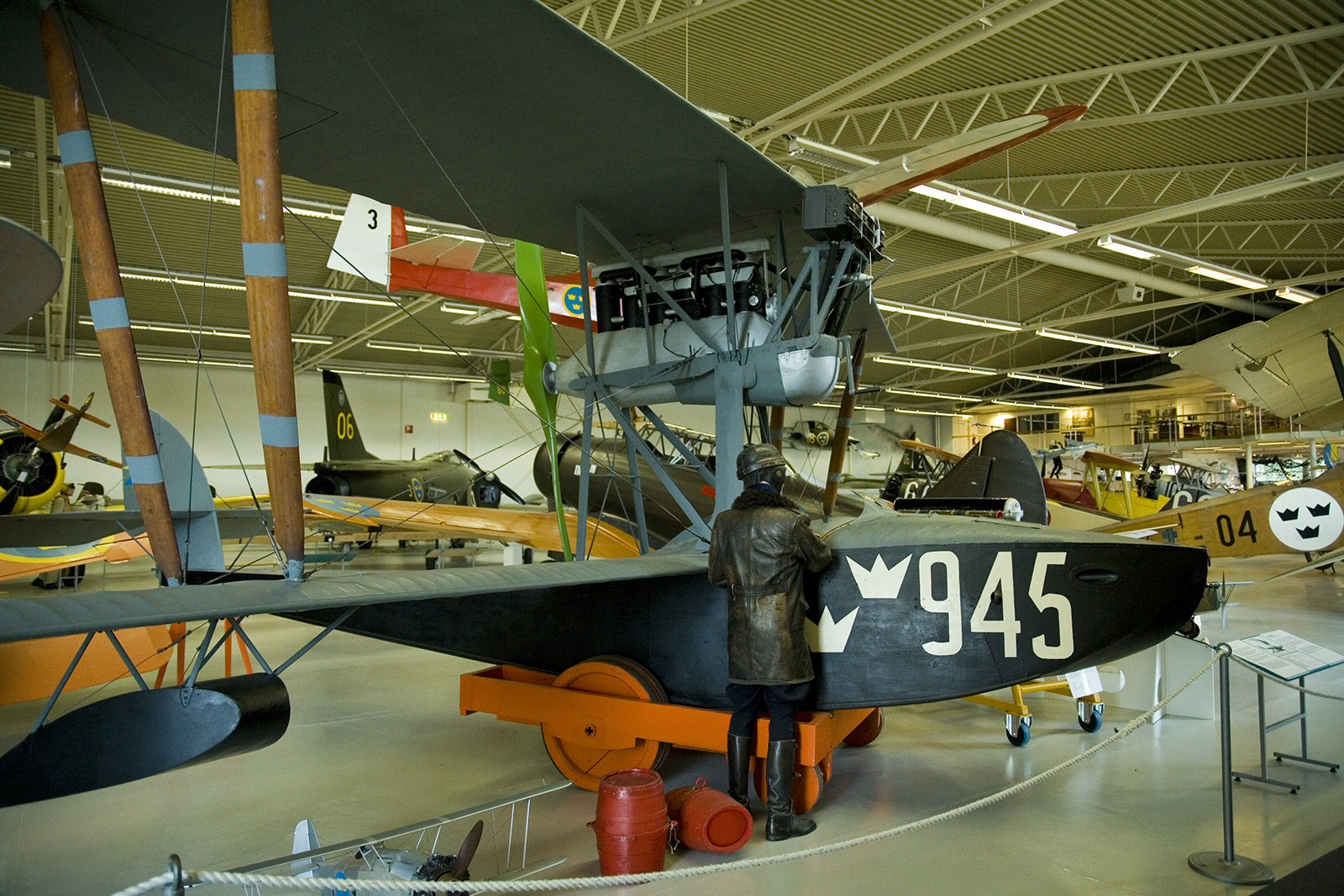
Macchi M.7 (945), Flygvapenmuseum, Linköping

- Hmotnost prázdného letounu: 775 kg
- Vzletová hmotnost: 1080 kg
- Maximální rychlost u hladiny moře: 209 km/h
- Výstup do 3000 m: 10,5 min
- Dostup: 5200 m
- Dolet: 840 m